# Легка атлетика на літніх Олімпійських іграх 1928
Змагання з легкої атлетики на літніх Олімпійських іграх 1928 були проведені з 29 липня по 5 серпня в Амстердамі на Олімпійському стадіоні.
Вперше в історії Олімпійських ігор чемпіонство у легкоатлетичих дисциплінах визначалось також і серед жінок.

## Призери

### Чоловіки
| Дисципліни                | Золото                                                     | Золото        | Срібло                                                                    | Срібло   | Бронза                                                            | Бронза   |
| ------------------------- | ---------------------------------------------------------- | ------------- | ------------------------------------------------------------------------- | -------- | ----------------------------------------------------------------- | -------- |
| 100 метрів                | Персі Вільямс · Канада                                     | 10,8          | Джек Лондон · Велика Британія                                             | 10,9     | Георг Ламмерс · Німеччина                                         | 10,9     |
| 200 метрів                | Персі Вільямс · Канада                                     | 21,8          | Волтер Ренглі · Велика Британія                                           | 21,9     | Гельмут Керніг · Німеччина                                        | 21,9     |
| 400 метрів                | Рей Барбуті · США                                          | 47,8          | Джеймс Болл · Канада                                                      | 48,0     | Йоагім Бюхнер · Німеччина                                         | 48,2     |
| 800 метрів                | Дуглас Лоу · Велика Британія                               | 1.51,8        | Ерік Бюлен · Швеція                                                       | 1.52,8   | Германн Енгельгард · Німеччина                                    | 1.53,2   |
| 1500 метрів               | Гаррі Ларва · Фінляндія                                    | 3.53,2        | Жуль Лядумег · Франція                                                    | 3.53,8   | Ейно Пур'є · Фінляндія                                            | 3.56,4   |
| 5000 метрів               | Вілле Рітола · Фінляндія                                   | 14.38,0       | Пааво Нурмі · Фінляндія                                                   | 14.40,0  | Едвін Віде · Швеція                                               | 14.41,2  |
| 10000 метрів              | Пааво Нурмі · Фінляндія                                    | 30.18,8       | Вілле Рітола · Фінляндія                                                  | 30.19,4  | Едвін Віде · Швеція                                               | 31.00,8  |
| 110 метрів з бар'єрами    | Сідней Аткінсон · Південно-Африканська Республіка          | 14,8          | Стів Андерсон · США                                                       | 14,8     | Джон Коллієр · США                                                | 14,9     |
| 400 метрів з бар'єрами    | Девід Берглі · Велика Британія                             | 53,4          | Френк Кугель · США                                                        | 53,6     | Морган Тейлор · США                                               | 53,6     |
| 3000 метрів з перешкодами | Тойво Лоукола · Фінляндія                                  | 9.21,8        | Пааво Нурмі · Фінляндія                                                   | 9.31,2   | Ове Андерсен · Фінляндія                                          | 9.35,6   |
| 4×100 метрів              | США Френк Вікофф Джиммі Квінн Чарлі Бора Генк Расселл      | 41,0          | Німеччина Георг Ламмерс Ріхард Кортс Губерт Гоубен Гельмут Керніг         | 41,2     | Велика Британія Сірілл Гілл Тедді Смуга Волтер Ренглі Джек Лондон | 41,8     |
| 4×400 метрів              | США Джордж Бейрд Фред Олдерман Емерсон Спенсер Рей Барбуті |               | Німеччина Отто Нойманн Гаррі Вернер Шторц Ріхард Кребс Германн Енгельгард |          | Канада Джеймс Болл Стенлі Гловер Філ Едвардс Алекс Вілсон         |          |
|                           |                                                            |               |                                                                           |          |                                                                   |          |
| Марафон                   | Бугера ель Уафі · Франція                                  | 2:32.57       | Мануель Пласа · Чилі                                                      | 2:33.23  | Мартті Марттелін · США                                            | 2:35.02  |
|                           |                                                            |               |                                                                           |          |                                                                   |          |
| Стрибки у висоту          | Боб Кінг · США                                             | 1,94          | Бен Геджес · США                                                          | 1,91     | Клод Менар · Франція                                              | 1,91     |
| Стрибки з жердиною        | Сабін Карр · США                                           | 4,20          | Вільям Дрегемюллер · США                                                  | 4,10     | Чарльз Мак-Гінніс · США                                           | 3,95     |
| Стрибки у довжину         | Ед Гамм · США                                              | 7,73          | Сільвіо Катор · Гаїті                                                     | 7,58     | Ел Бейтс · США                                                    | 7,40     |
| Потрійний стрибок         | Ода Мікіо · Японія                                         | 15,21         | Леві Кейсі · США                                                          | 15,17    | Вільхо Туулос · Фінляндія                                         | 15,11    |
| Штовхання ядра            | Джон Кук · США                                             | 15,87         | Брюс Беннетт · США                                                        | 15,75    | Еміль Гіршфельд · Німеччина                                       | 15,72    |
| Метання диска             | Бад Гаузер · США                                           | 47,32         | Антеро Ківі · Фінляндія                                                   | 47,23    | Джеймс Корсон · США                                               | 47,10    |
| Метання молота            | Пат О'Келлаган · Ірландія                                  | 51,39         | Оссіан Скіельд · Швеція                                                   | 51,29    | Едмунд Блек · США                                                 | 49,03    |
| Метання списа             | Ерік Лундквіст · Швеція                                    | 66,60         | Бела Сепеш · Угорщина                                                     | 65,26    | Олав Сунде · Норвегія                                             | 63,97    |
|                           |                                                            |               |                                                                           |          |                                                                   |          |
| Десятиборство             | Пааво Юрйоля · Фінляндія                                   | 8053,290 очка | Акіллес Ярвінен · Фінляндія                                               | 7931,500 | Кен Догерті · США                                                 | 7706,650 |

### Жінки
| Дисципліни       | Золото                                                  | Золото | Срібло                                                       | Срібло | Бронза                                                       | Бронза |
| ---------------- | ------------------------------------------------------- | ------ | ------------------------------------------------------------ | ------ | ------------------------------------------------------------ | ------ |
| 100 метрів       | Бетті Робінсон · США                                    | 12,2   | Фаїна Розенфельд · Канада                                    | 12,3   | Етель Сміт · Канада                                          | 12,3   |
| 800 метрів       | Ліна Радке · Німеччина                                  | 2.16,8 | Гітомі Кінуе · Японія                                        | 2.17,6 | Інга Генцель · Швеція                                        | 2.17,8 |
| 4×100 метрів     | Канада Етель Сміт Фаїна Розенфельд Міртл Кук Джейн Белл | 48,4   | США Джессі Кросс Лоретта Мак-Ніл Бетті Робінсон Мері Вошберн | 48,8   | Німеччина Анні Гольдманн Лені Юнкер Роза Келльнер Лені Шмідт | 49,0   |
|                  |                                                         |        |                                                              |        |                                                              |        |
| Стрибки у висоту | Етель Кетервуд · Канада                                 | 1,595  | Кароліна Гізолф · Нідерланди                                 | 1,56   | Мілдред Вайлі · США                                          | 1,56   |
| Метання диска    | Галіна Конопацька · Польща                              | 39,62  | Ліліан Коупленд · США                                        | 37,08  | Рут Сведберг · Швеція                                        | 35,92  |

## Медальний залік
| Місце | Країна                     | Золото | Срібло | Бронза | Загалом |
| ----- | -------------------------- | ------ | ------ | ------ | ------- |
| 1     | США                        | 9      | 8      | 8      | 25      |
| 2     | Фінляндія                  | 5      | 5      | 4      | 14      |
| 3     | Канада                     | 4      | 2      | 2      | 8       |
| 4     | Велика Британія            | 2      | 2      | 1      | 5       |
| 5     | Німеччина                  | 1      | 2      | 6      | 9       |
| 6     | Швеція                     | 1      | 2      | 4      | 7       |
| 7     | Франція                    | 1      | 1      | 1      | 3       |
| 8     | Японія                     | 1      | 1      | 0      | 2       |
| 9     | Ірландія                   | 1      | 0      | 0      | 1       |
| 9     | Польща                     | 1      | 0      | 0      | 1       |
| 9     | Південно-Африканський Союз | 1      | 0      | 0      | 1       |
| 12    | Чилі                       | 0      | 1      | 0      | 1       |
| 12    | Гаїті                      | 0      | 1      | 0      | 1       |
| 12    | Угорщина                   | 0      | 1      | 0      | 1       |
| 12    | Нідерланди                 | 0      | 1      | 0      | 1       |
| 16    | Норвегія                   | 0      | 0      | 1      | 1       |